# Rolf Bähr

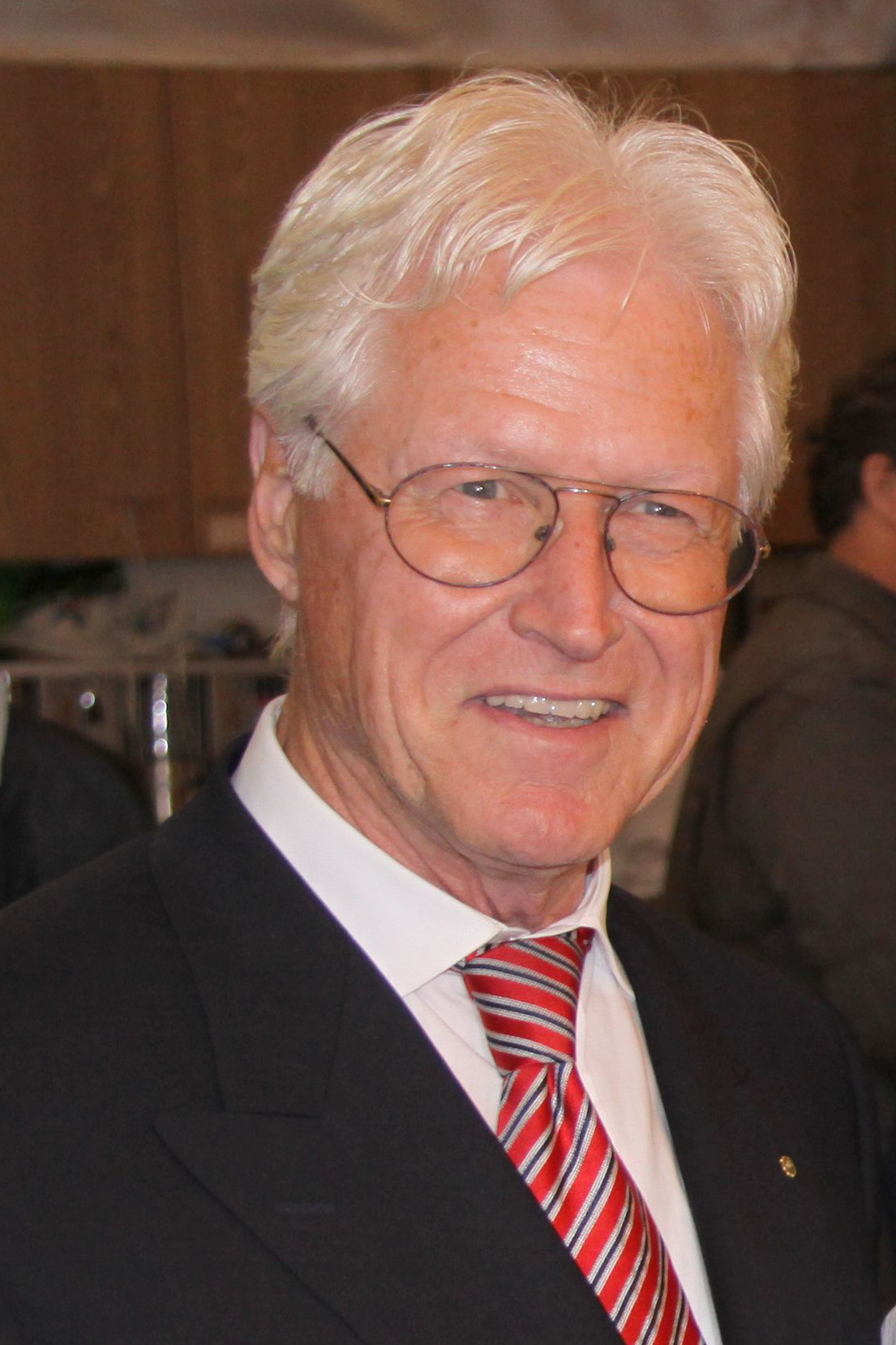
Rolf Bähr

Rolf Bähr (* 15. März 1939 in Berlin-Karlshorst) ist Jurist und Segler. Er war langjähriger Leiter der Filmförderungsanstalt.
Zwischen 1979 und 1987 war er mehrfacher Welt-, Vize-Welt- und Europameister in der Tempest-Klasse. Er gewann die Tempest-Weltmeisterschaften 1979, 1980, 1982, 1985 und 1987. Zusammen mit Willi Kuhweide qualifizierte er sich in der Soling-Klasse für die Olympischen Spiele 1980 in Moskau, an denen beide jedoch aufgrund des Boykotts nicht teilnahmen. 2005 errang er bei der Tempest-Weltmeisterschaft die Bronzemedaille.
Von 2005 bis zum 30. November 2013 war er Präsident des Deutschen Segler-Verbandes.

## Auszeichnungen
- 2004 Berlinale Kamera[3]
- 2008 Ordre des Arts et des Lettres im Range eines Ritters[4] für seine Verdienste um den Aufbau der deutsch-französischen Filmakademie und der deutsch-französischen Filmbeziehungen
- 2008 Herbert-Strate-Preis
- 2014 Verdienstkreuz am Bande des Verdienstordens der Bundesrepublik Deutschland